# Giuseppe Baldrighi

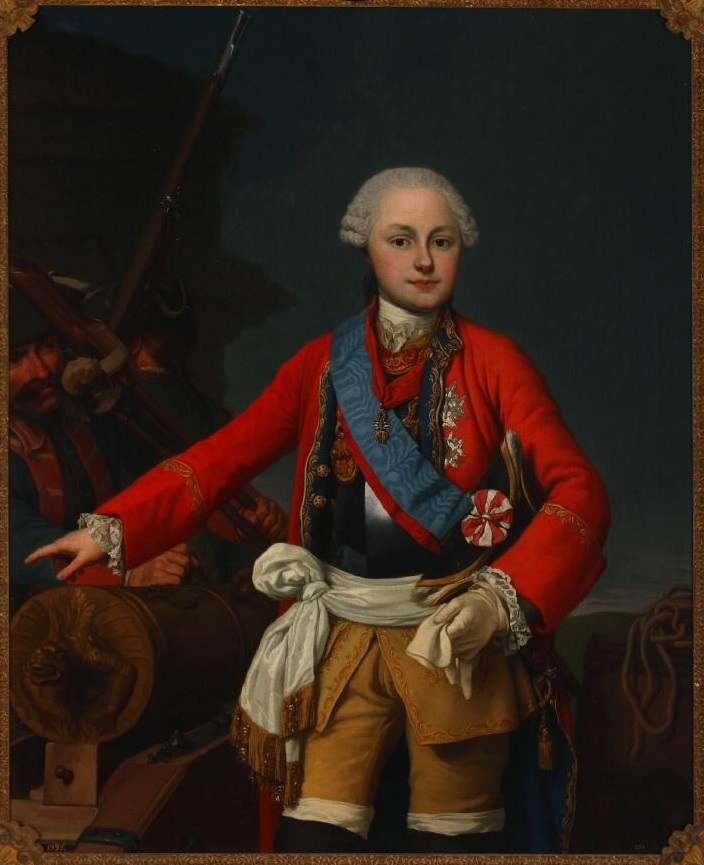
Fernando de Borbon Parma, óleo sobre lienzo, 109 x 88 cm, Museo de Bellas Artes de La Coruña (depósito del Museo del Prado).

Giuseppe Baldrighi (Stradella, 1722 - Parma, 1803) fue un pintor tardobarroco italiano, pintor de cámara del duque Felipe I de Parma.
Nacido en Stradella de Pavía el 12 de agosto de 1722, en 1729 se trasladó con su familia a Nápoles donde debió de iniciarse en la pintura. Marchó luego a Bolonia, donde en 1750 frecuentó la Academia Clementina. Su trabajo llamó la atención del duque de Parma que en 1752 lo pensionó para que perfeccionase su técnica en París, en el taller de François Boucher. Dedicado principalmente al retrato e influido por artistas como Maurice Quentin de la Tour o Jean-Étienne Liotard, recibió también las sugestiones de Jean-Baptiste Oudry, a quien siguió en la pintura de cabezas de animales. En 1756 presentó en la Académie Royale el lienzo de la Caridad romana (Museo de Angres), por el que fue admitido por unanimidad como miembro de pleno derecho de la institución. Solo unos meses después retornó a Parma a petición propia, por hallarse enfermo, y fue nombrado primer pintor de la corte.  
Hacia 1758 abordó la que es su obra más estimable: el retrato de grupo del duque Luis de Parma y su familia, de brillante colorido (Galería Nacional de Parma). En 1765 pintó el retrato de pedida de la princesa María Luisa de Parma, que se encuentra en el Palacio Real de El Pardo.

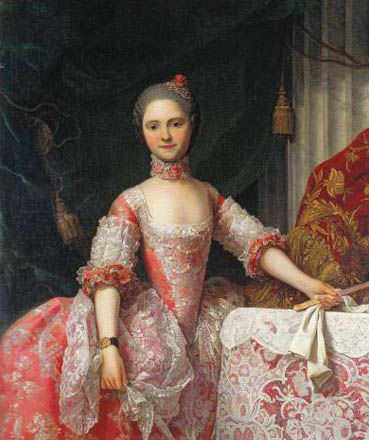
Retrato de pedida de María Luisa de Parma por Giuseppe Baldrighi, 1765. Madrid, Palacio Real de El Pardo.

La influencia de La Tour y el retrato francés se observa en el Autorretrato con Callani y Ferrari, en tonos pastel, o en el elegante y burgués Autorretrato con su mujer, ambas obras conservadas en la pinacoteca nacional de Parma. Más frío y academicista, influido por el naciente gusto clasicista, se muestra al tratar temas mitológicos como en el Hércules y Prometeo (Galería Nacional de Parma), con el que ingresó en 1772 en la Academia de Parma como profesor con voto. La Real Academia de Bellas Artes de San Fernando de Madrid conserva un lienzo suyo: Tres príncipes niños, hijos de don Felipe de Borbón duque de Parma, procedente de la colección de Manuel Godoy.
Su hija Constanza fue también pintora y calcógrafa y en 1803 casó con el pintor Biagio Martini.